# Renault Dauphine
Der Renault Dauphine ist ein von 1956 bis 1968 gebautes Pkw-Modell des französischen Herstellers Renault. Das Fahrzeug mit wassergekühltem Vierzylinder-Reihenmotor und Heckantrieb (also Heckmotor und Hinterradantrieb) hatte eine typische Pontonkarosserie. Wie schon der Vorläufer 4CV war die Dauphine nur als viertürige Limousine erhältlich.
Der Name Dauphine bedeutet „Thronfolgerin“ und zielte damit auf die Verkaufserfolge des Renault 4CV in Europa ab. Die Dauphine erfreute sich großer Beliebtheit vor allem auch in Deutschland, wo jedoch die beiden Zweitürer VW Käfer und (ab 1962) Opel Kadett auf den vordersten Rängen blieben. 

## Konzept
Renault wollte mit möglichst vielen Teilen des Modells 4 CV einen größeren Wagen schaffen, um den Abstand im Modellprogramm zwischen 4 CV und Frégate etwas zu verringern. Folglich waren die Räder wieder vorn an doppelten Dreieckslenkern und hinten an einer Pendelachse aufgehängt. Das Fahrzeug sollte eine Höchstgeschwindigkeit von etwa 115 bis 120 km/h erreichen und 6 bis 7 Liter Benzin auf 100 Kilometer verbrauchen. Tatsächlich lag der Reiseverbrauch bei 7,5 l/100 km, womit die Dauphine im internationalen Vergleich einer der sparsamsten Wagen seiner Klasse war. Die ersten Versuchswagen hatten noch den 4-CV-Motor mit 747 cm³, waren aber schon leistungsgesteigert. Dann wurde der Hubraum auf 845 cm³ vergrößert. Neu war auch ein automatischer Choke, den aber der 4 CV ebenfalls bekam. Eine Besonderheit war die Unterbringung des Reserverads, es lag unter dem Kofferraum und konnte nach Öffnen einer Klappe unter der vorderen Stoßstange aus seinem Fach herausgeholt werden. Gegen Aufpreis gab es ein Schiebedach und die vom 4 CV bekannte automatische Ferlec-Kupplung. Ab 1963 war eine Ausführung mit elektromagnetischer Jaeger-Kupplung und Schaltautomatik verfügbar. Die Dauphine wurde im Renault-Werk Flins produziert und an dreizehn anderen Standorten weltweit montiert bzw. in Lizenz gefertigt.

## Dauphine Gordini

„Gordini“-Schriftzug

Ab 1958 wurde das Modell Dauphine Gordini gebaut, das eine von 26,5 auf 33, später 36 PS erhöhte Leistung aufwies und eine Höchstgeschwindigkeit von 126 km/h anstatt 114 km/h mit der gewöhnlichen Motorisierung erreichte. Ab Sommer 1965 wurde nur noch die Gordini-Ausführung gebaut.

## Dauphine 1093
Für den Automobilsport wurde 1959 noch ein R1093 oder Rallye-Dauphine genanntes Modell entwickelt, das an verschiedenen Autorennen, wie beispielsweise der Rallye Monte Carlo, teilnahm. Die Motorleistung dieses Modells wurde auf 49 PS gesteigert, die Bremstrommeln waren mit Kühlrippen versehen, und ein 5-Gang-Getriebe wurde eingebaut. Die 1093 erreichte 140 km/h.

## Ondine
Eine Luxusversion wurde von 1960 bis 1962 als Ondine (zu deutsch „Nixe“) verkauft.

## Aérostable

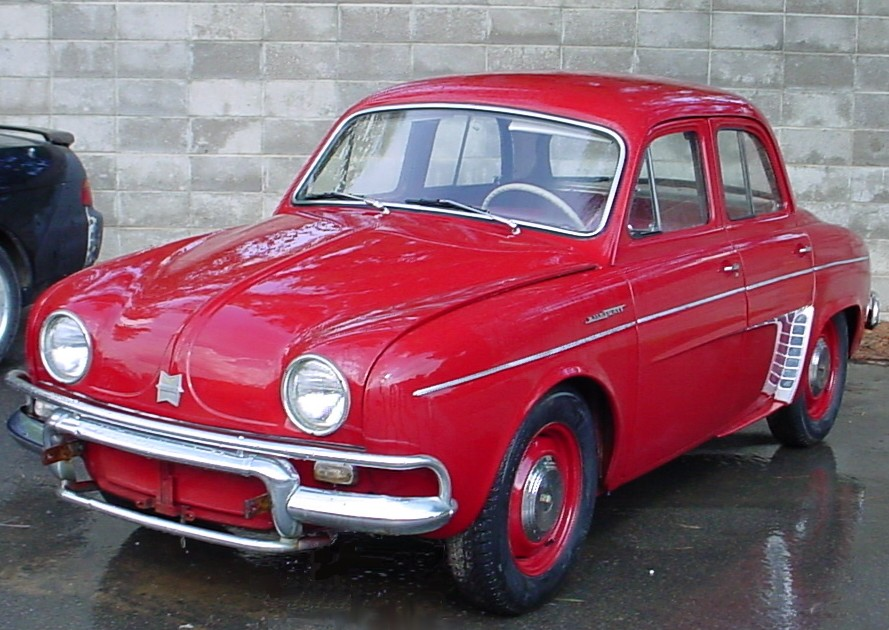
Henney Kilowatt (1960)

Im Sommer 1958 bekam die Dauphine eine besondere Federung, die sich Aérostable nannte. Sie hatte sehr weiche Stahlfedern mit einer Nachgiebigkeit von 72 mm vorne und 41 mm hinten pro 100 kg Belastung. Eine Hilfsfederung verhinderte das Durchschlagen. Sie bestand vorn aus Gummifedern und hinten aus luftgefüllten Gummikissen mit atmosphärischem Druck. Als die Dauphine im Sommer 1963 die Hinterachse des Nachfolgers R 8 bekam, entfiel die Aérostable wieder. Mit dieser Hinterachse erhielt die Dauphine auch vier Scheibenbremsen, was für einen Wagen dieser Klasse ungewöhnlich war.

## US-Export
Die Dauphine wurde nach der Einführung zum erfolgreichsten Importfahrzeug auf dem US-Markt. Ein Händlernetz und eine eigene Transportflotte wurden schnell aufgebaut. Vorübergehend kam es zu Schwierigkeiten bei der Ersatzteilversorgung. 1959 wurde mit über 100.000 Verkäufen der Höhepunkt erreicht. Aufgrund schneller Durchrostung und wohl auch zu schwacher Motorisierung gingen die Verkäufe dann so stark zurück, dass bereits importierte Fahrzeuge nur nach langer Lagerzeit und mit erheblichen Preisnachlässen verkauft werden konnten.
Die Henney Motor Company rüstete 100 Dauphines ohne Antriebseinheit mit einem Elektroantrieb aus und verkaufte sie als Henney Kilowatt.

## Alfa Romeo Dauphine
Alfa Romeo baute die Dauphine von 1960 bis 1966 im Werk Portello bei Mailand in Lizenz. Man hatte im Gegensatz zu Fiat bislang noch keinen Kleinwagen im Angebot. Die Dauphine aus italienischer Produktion wurden nicht mit Aérostable-Federung ausgerüstet, weil diese im Gegensatz zu Alfa Romeos sportlichen Modellen zu sehr auf Komfort ausgelegt war. Aus diesem Grund übernahm Alfa Romeo auch nicht den R 4 in die Lizenzproduktion.

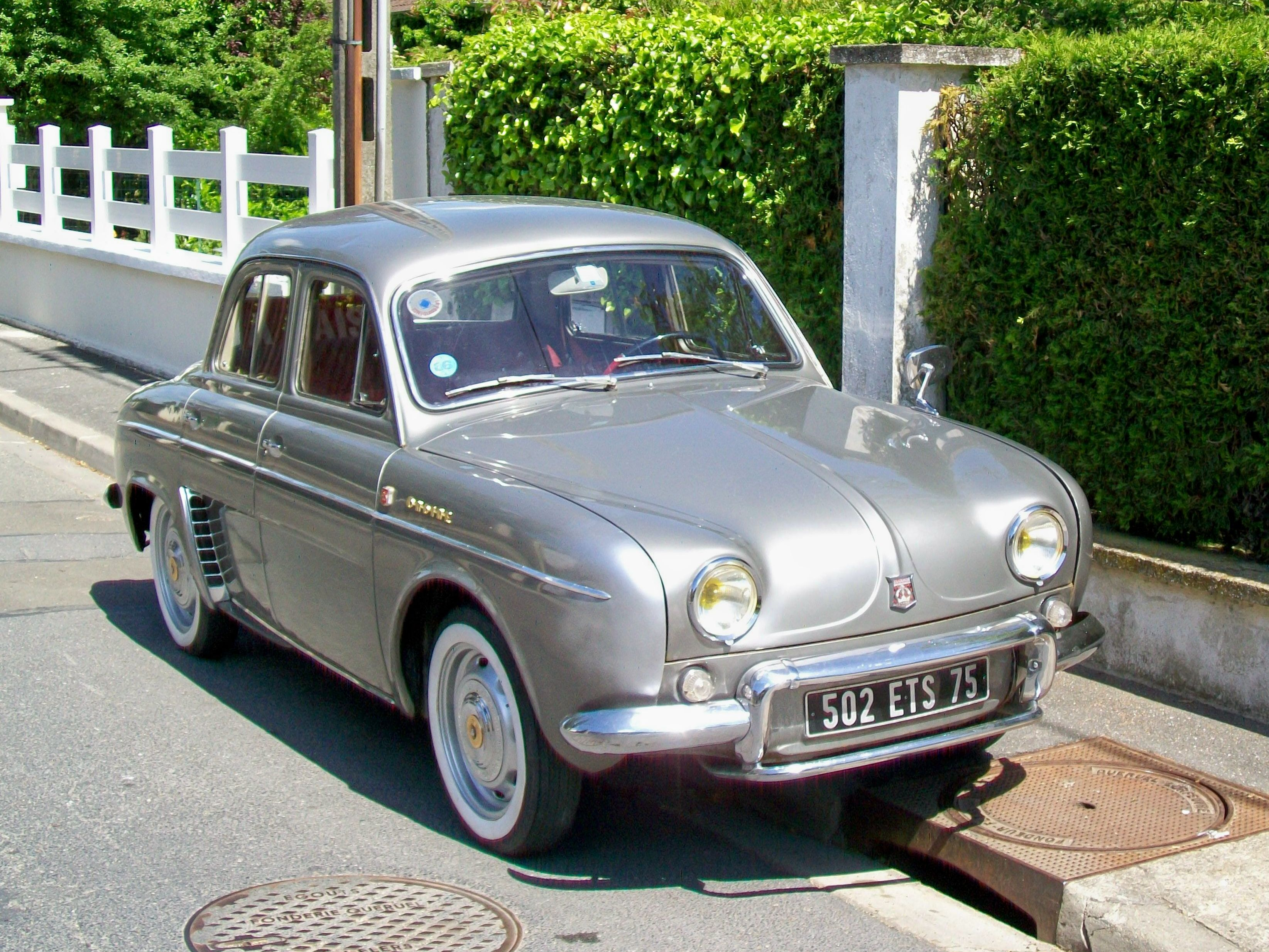
Renault Ondine (1960–1962)
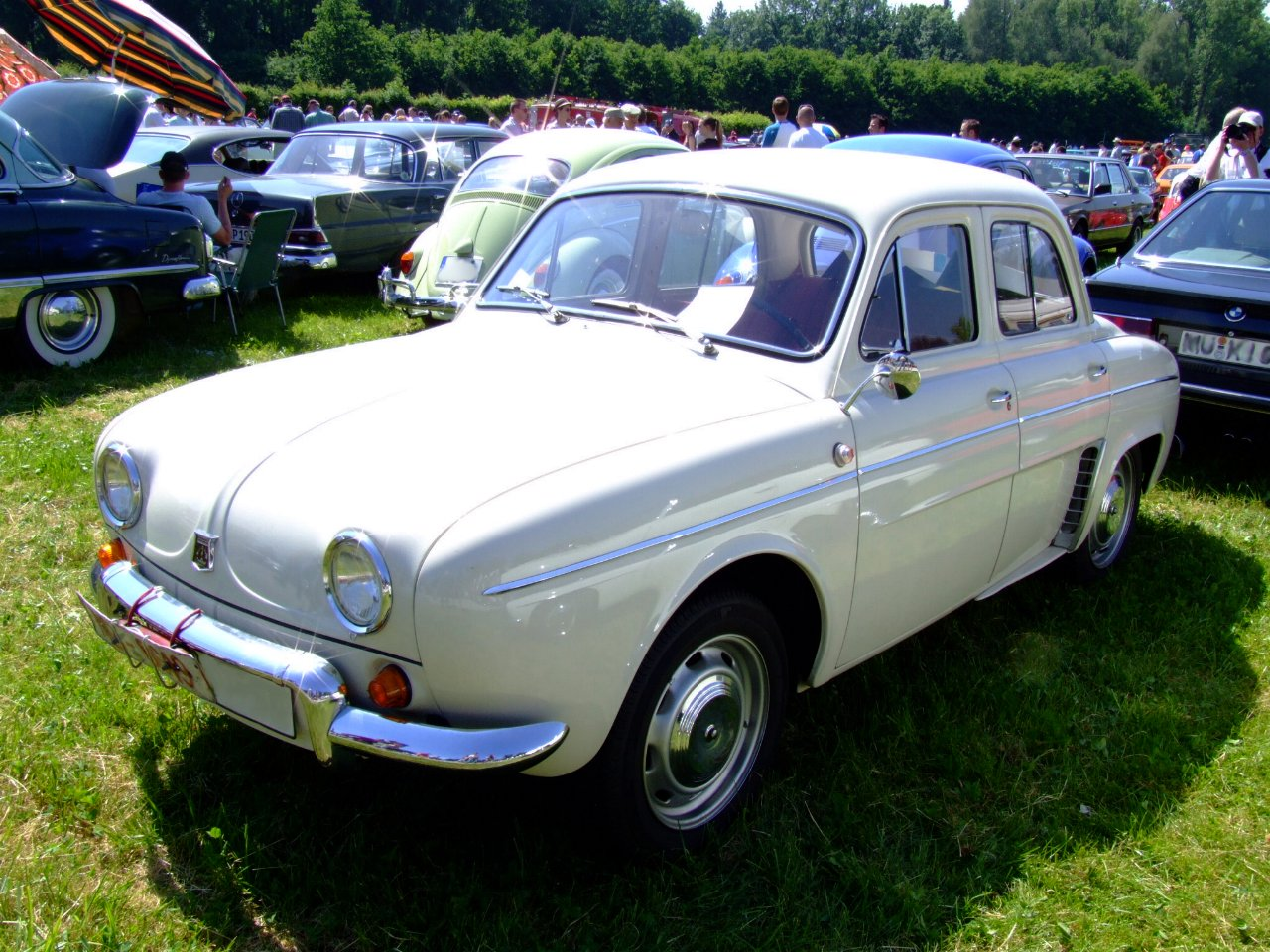
Renault Dauphine „Gordini“ (1965–1968)
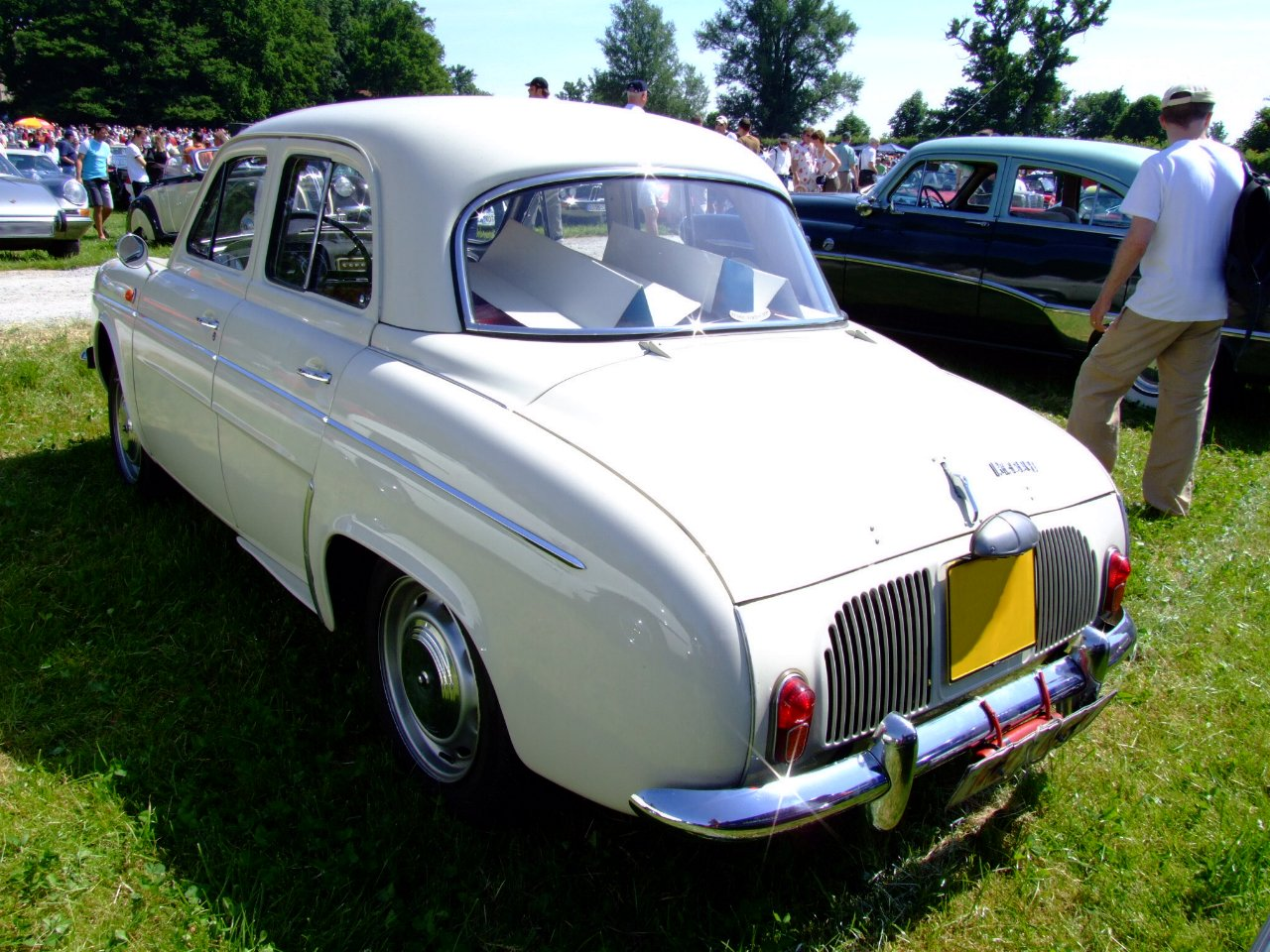
Heck der Dauphine „Gordini“
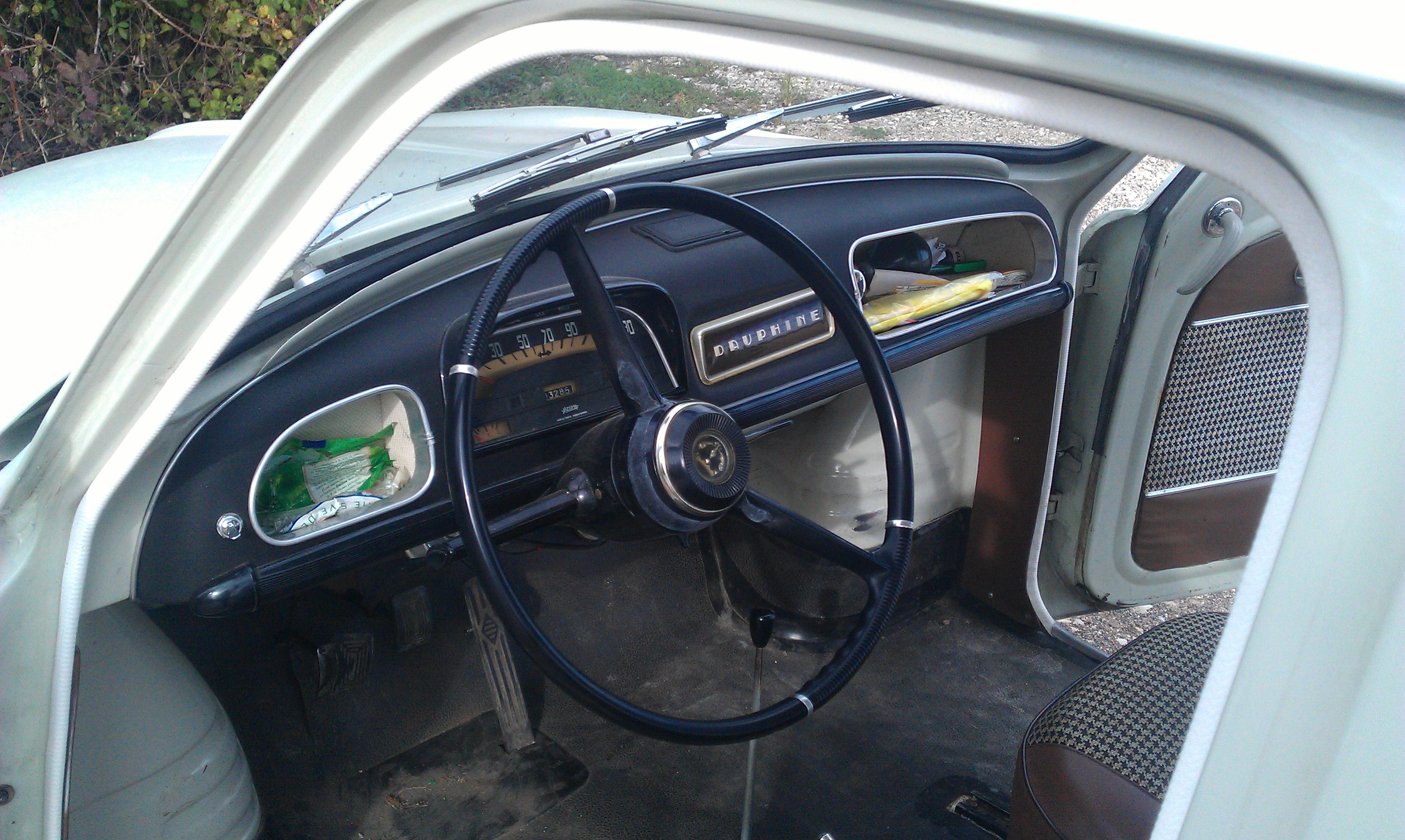
Renault Dauphine, Interieur